# Spinnerin am Kreuz (Wien)

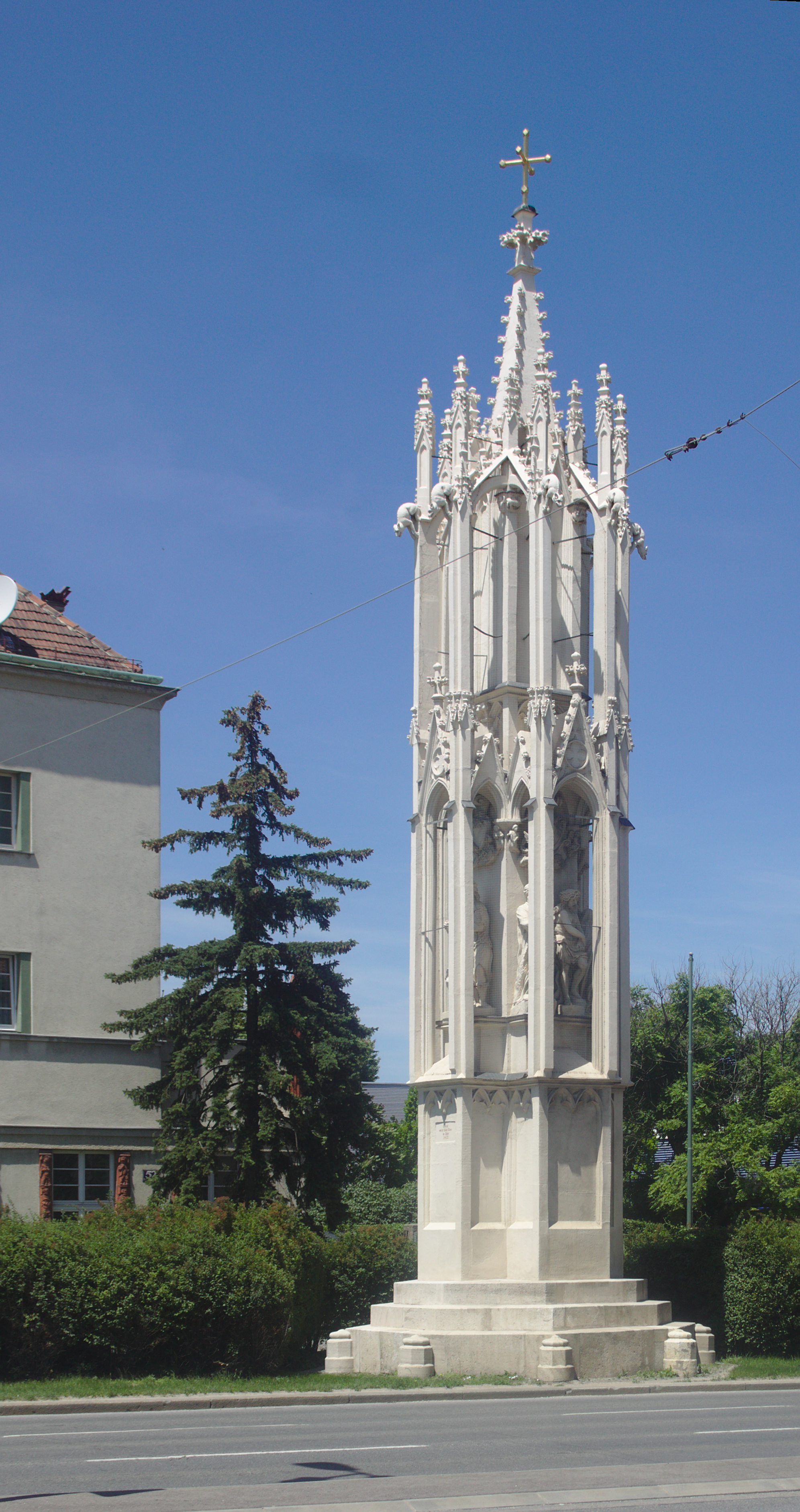
Spinnerin am Kreuz

Die Spinnerin am Kreuz ist eine prominente gotische Wegemarkierung und Bildsäule aus Sandstein in Wien-Favoriten an der historisch bedeutenden Triester Straße (ehem. Neustädter Poststraße) am westlichen Kamm des Wienerberg.

## Entstehung
Da es in Wiener Neustadt eine ähnliche Säule mit demselben Namen gibt, die vom Baumeister Michael Knab gegen Ende des 14. Jahrhunderts errichtet wurde, wird er auch bei dieser Säule traditionell als Urheber bezeichnet – bewiesen ist dies jedoch nicht. Belegbar ist erst der Neubau im 15. Jahrhundert. Um die Spinnerin am Kreuz rankt sich auch eine Sage, welche die Entstehungsgeschichte der Steinsäule mit den Kreuzzügen in Verbindung bringt. Laut dieser Sage soll eine Frau an dieser Stelle, wo damals noch ein Holzkreuz stand, jahrelang spinnend auf ihren Mann gewartet haben.

## Geschichte

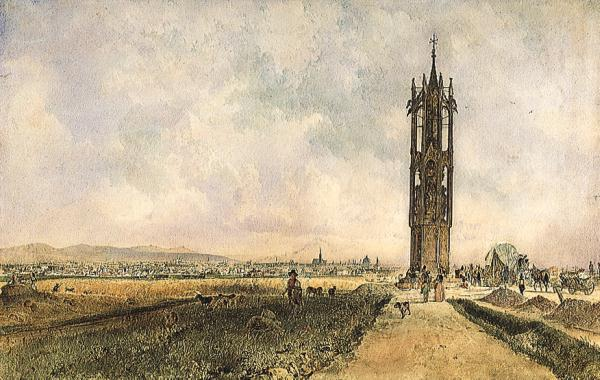
Historische Darstellung von 1841, Gemälde von Rudolf von Alt

Das auf dem Wienerberg gelegene Wahrzeichen war in vergangenen Jahrhunderten weithin sichtbar. Im Mittelalter hatte man, von Süden kommend, von diesem Punkt aus den ersten Blick auf die Stadt Wien. Das Wiener Stadtrecht von 1296 erwähnt bereits „ain stainern kreucz ob meurling“, mit dem der Vorgänger des heutigen Tabernakelpfeilers gemeint sein dürfte. Es wird öfter eine herzogliche Stiftung von 1379 erwähnt, die aber nicht belegbar ist. 1446 wurde das Bauwerk durch Scharen des János Hunyadi zerstört.
In ihrer heutigen Form wurde die Säule 1452 von einem Dombaumeister des Stephansdomes, Hans Puchsbaum (zusammen mit Laurenz Spenning), wiedererrichtet. 1529 durch die Türken schwer beschädigt, wurde sie 1598 durch den Wiener Hofsteinmetzmeister Paul Kölbl erneuert, 1606 durch Truppen des István Bocskai nochmals schwer beschädigt, 1624 renoviert, 1650 um eine Inschrift laut Erlass Ferdinands III. ergänzt, 1683 wieder durch die Türken beschädigt und 1709/10 abermals renoviert. Für das Jahr 1709 ist erstmals der Name Creutz-Spinnerin bzw. Spinnerin-Creutz belegt. Figural dargestellt sind die christlichen Motive der Kreuzigung, Geißelung, Dornenkrönung und Ecce homo.

## Lage

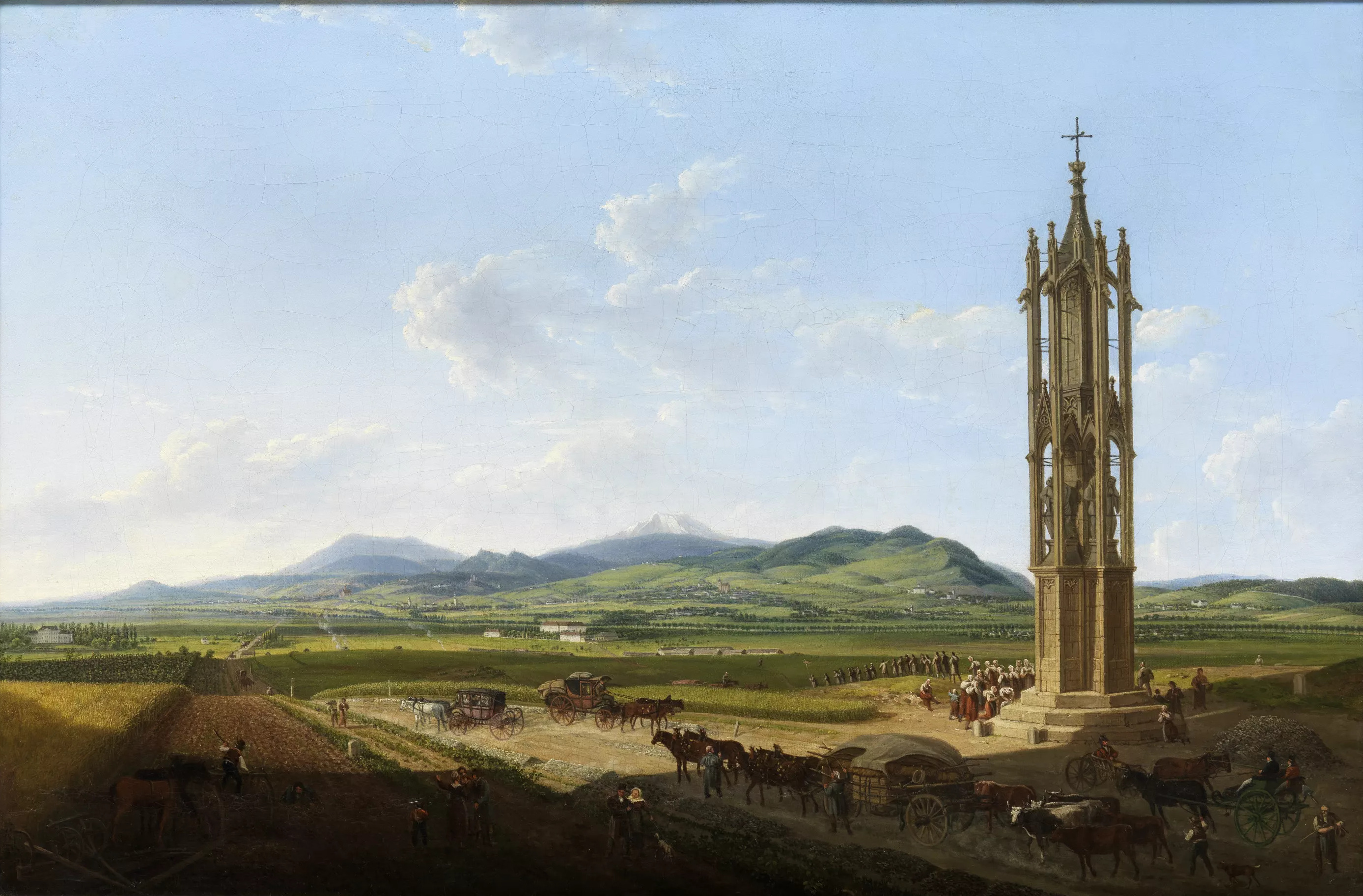
Die Spinnerin am Kreuz mit Aussicht gegen das Mödlinger Gebirge, 1831 (für eine ähnliche Perspektive mit Beschriftung von 1855 siehe dieses Bild).

Die Säule markierte die äußerste Grenze der Wiener Stadtgerichtsbarkeit. In unmittelbarer Nähe befand sich das Hochgericht, wo bis ins 19. Jahrhundert öffentliche Hinrichtungen durch den Galgen oder das Rad erfolgten. Beim Bau des in unmittelbarer Nähe gelegenen George-Washington-Hofes wurden 1927 unzählige Skelette verscharrter Gehenkter gefunden. Die letzte öffentliche Hinrichtung wurde an dieser Stelle am 30. Mai 1868 an Georg Ratkay vollzogen, der am 20. Mai 1868 in einem ordentlichen Gerichtsverfahren zum Tode verurteilt worden war und nachdem ihm am 28. Mai 1868 das Todesurteil bekanntgegeben wurde.

## Bauwerk

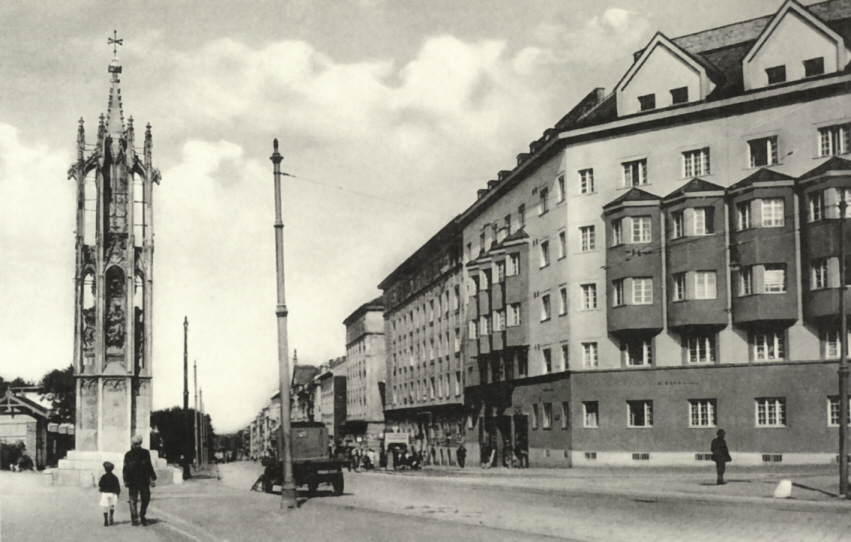
Foto 1933

Heute ist die 16 Meter hohe Säule von dichter Bebauung umgeben und der stark frequentierten Triester Straße ausgesetzt. Der Sandstein ermöglichte die Gestaltung komplizierter Figuren, ist aber langfristig gegenüber atmosphärischen Angriffen anfällig. Der saure Regen und die saure Atmosphäre können aus dem Stein den Kalk herauslösen. Dabei entsteht Gips, der am Stein als schwarze, entstellende Kruste sichtbar ist. Diese gipsgebundenen Ablagerungen aus Staub, Sand, Ruß und Reifenpartikeln sind für sich zwar hart, darunter befindet sich mitunter schon zerbröselnder Sandstein. Das Wahrzeichen wurde bereits mehrmals restauriert.
Wegen der starken Witterungsschäden wurde entschieden, die Originalfiguren durch Kopien zu ersetzen. Die Originale sind heute im Bezirksmuseum Favoriten zu besichtigen.

## Ähnliche Säulen
Eine gewisse Ähnlichkeit zur Spinnerin am Kreuz besitzen neben der gleichnamigen, früher erbauten und höheren Spinnerin am Kreuz von Wiener Neustadt, die Tutzsäule in Klosterneuburg, eine nur noch als Fragment stehende ehemals 14 meter hohe gotische Säule in Mödling, das Hochkreuz in Bonn, das Hochkreuz in Frauwüllesheim, die Predigtsäule und die Wegsäule beim Jakobstor, die eines der Denkmäler in der Fürst-Anselm-Allee in Regensburg ist, sowie die Zderadsäule in Brünn.